# Porta d'Oro (Naro)

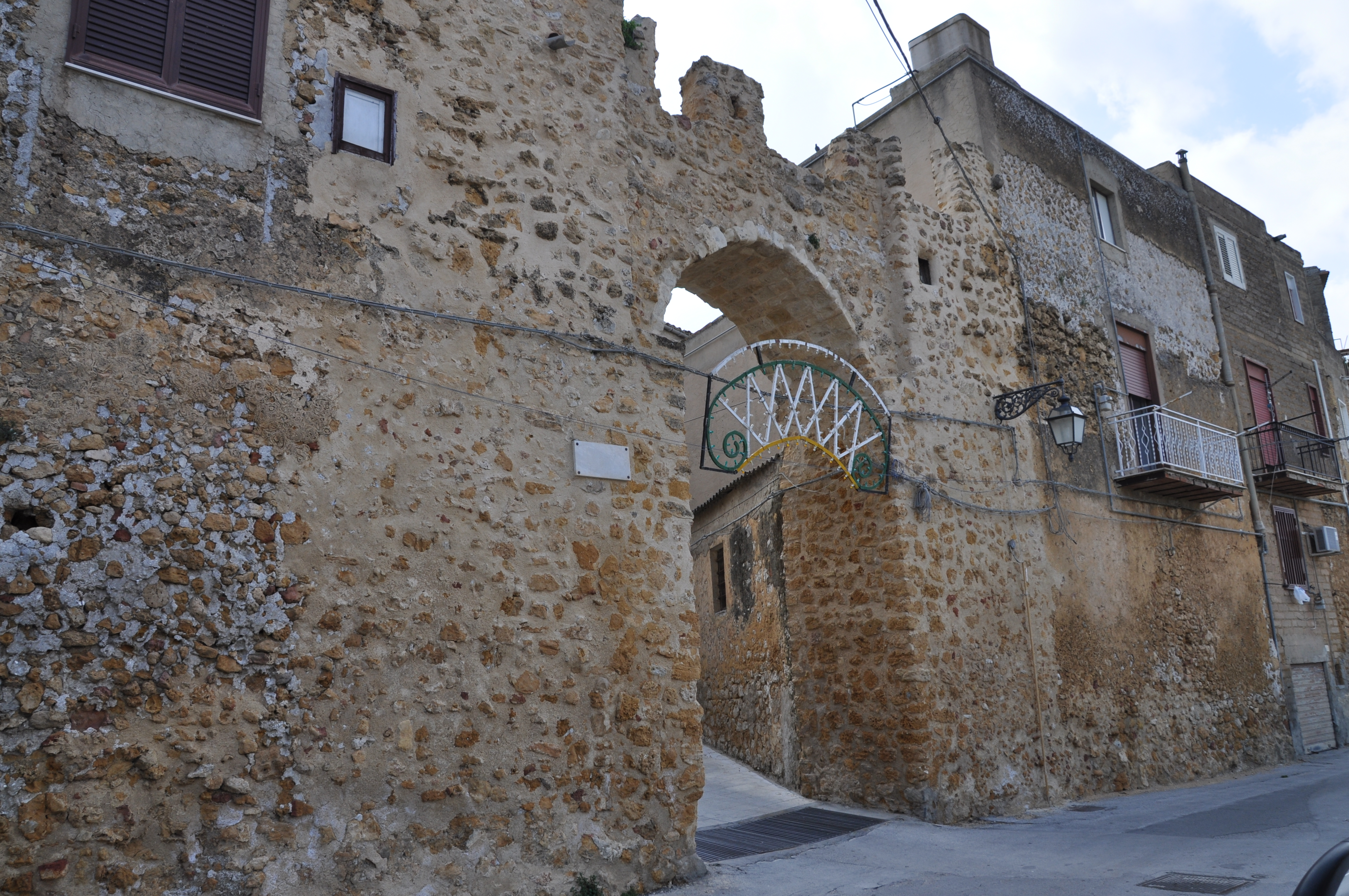
La Porta d'Oro.

La Porta d'Oro (o Porta Vecchia) è l'unica rimasta delle sei porte che permettevano l'accesso alla città di Naro nel periodo medievale. La porta fu edificata insieme alle mura di cinta della città, che delimitavano un'area romboidale, nel 1263. Nel 1482 le mura furono restaurate ma nel XVIII secolo, venute meno le funzionalità difensive, furono man mano distrutte. La porta d'oro rappresenta uno dei pochi tratti della cinta muraria conservatisi pressoché intatti fino ai giorni nostri. Il suo nome deriva dalla presenza della dogana e dalla conseguente ricchezza proveniente dai commerci degli ebrei della locale comunità ebraica che proprio vicino a tale porta avevano il loro ghetto e dalla gran quantità di frumento che, proveniente dalle campagne sottostanti, entrava in città attraverso tale porta. 

## Architettura
La porta è costituita da un arco a tutto sesto ed è sovrastata da merli, nei tratti di mura ad essa circostanti sono state oggi ricavate delle abitazioni.